# Tatsuya Futakami
Tatsuya Futakami (jap. 二上 達也, Futakami Tatsuya; geboren am 2. Januar 1932 in Hakodate; gestorben am 1. November 2016) war ein professioneller japanischer Shōgi-Spieler und -funktionär.

## Kindheit und Jugend
Er wurde als jüngstes von acht Kindern geboren. Seine Mutter starb bereits, als er sieben Jahre alt war. Ursprünglich eine wohlhabende Familie verarmte diese jedoch durch die Auswirkungen einer Bodenreform und der Inflation. Sein Vater starb 1946. Als Tatsuya die Mittelschule in Hakodate besuchte, lernte er das Shōgi kennen und erreicht bald den sechsten Dan der Amateure.

## Profi
1949 belegt er den zweiten Platz bei einem präfekturweiten Turnier in Hokkaidō. Durch diesen Erfolg wurde die Japan Shōgi Association (JSA) auf Futakami aufmerksam und bat ihm die Aufnahme einer Karriere als Profispieler an. Futakami wurde durch die Aufnahme im Shōreikai (jap. 奨励会) im April 1950 Anwärter auf einen Platz als Profi bei der Japan Shōgi Association. Bereits im November 1950 wurde er als Profi bei der JSA aufgenommen. Seine Spielernummer war die 57. Trainiert wurde er von Toichi Watanabe. Im Jahr 1990 ging er in den Ruhestand als Spieler, war aber noch bis zum Jahr 2002 Vorsitzender der Japan Shōgi Association.

### Erfolge
- 1956: Erhalt des 8. Profi-Dan und Aufstieg in die Klasse A der japanischen Shōgi-Liga
- 1957: Erhalt des 9. Profi-Dan
- 1989–2002: Präsident der Japan Shōgi Association

### Titel
| Titel | Jahre     | Anzahl der Titel |
| ----- | --------- | ---------------- |
| Kisei | 1980–1981 | 4                |
| Osho  | 1962      | 1                |

### Schüler
Insgesamt hat Futakami zehn Schüler betreut. Einer von ihnen war Yoshiharu Habu.

## Auszeichnungen
- 1992: Ehrenmedaille am violetten Band
- 2002: Offizier im Orden der Aufgehenden Sonne

## Veröffentlichungen (Auswahl)
- Futukami Tsumeshogi senshu. 2002, ISBN 4-8197-0257-2.
- Kishi. Tokyo 2004, ISBN 4-7949-6619-9.
- Ki o tanoshimite oiru o shirazu. Tokyo 2006, ISBN 4-8083-0851-7.

## Bemerkungen
1. ↑  Bis zum Jahr 1994 wurde der Titel zwei Mal jährlich ausgespielt.

| Personendaten    | Personendaten                                         |
| ---------------- | ----------------------------------------------------- |
| NAME             | Futakami, Tatsuya                                     |
| ALTERNATIVNAMEN  | 二上達也 (japanisch)                                  |
| KURZBESCHREIBUNG | japanischer Shōgispieler, japanischer Sportfunktionär |
| GEBURTSDATUM     | 2. Januar 1932                                        |
| GEBURTSORT       | Hakodate                                              |
| STERBEDATUM      | 1. November 2016                                      |